# 第241独立領土防衛旅団 (ウクライナ領土防衛隊)
第241独立領土防衛旅団（だい241どくりつりょうどぼうえいりょだん、ウクライナ語: 241-ша окрема бригада територіальної оборони）は、ウクライナ領土防衛隊の旅団。北部作戦管区隷下。

## 概要

### ロシアのウクライナ侵攻
2022年4月14日、ロシアのウクライナ侵攻の影響に伴い、第112独立領土防衛旅団隷下の第241独立領土防衛大隊を基幹にキーウで創設された。

#### 北東部・ハルキウ戦線

第241旅団旗

2022年6月、北東部ハルキウ州ハルキウ地区に配備され、9月にハルキウ方面で攻勢を開始し、ハルキウ州の大部分を解放した。

#### 東部・バフムート戦線
2022年12月、激戦地の東部ドネツィク州バフムート地区に再配置され、バフムート市内を防御したが、2023年5月に陥落した。

#### 東部・アウディーイウカ戦線
2024年7月、第207独立領土防衛大隊が激戦地の東部ドネツィク州ポクロウシク地区に再配置され、マリンカ西のクラホベ方面に展開した。

#### ロシア・ベルゴロド戦線
2024年8月、第252独立領土防衛大隊がロシアと国境を接する北部スームィ州スームィ地区に再配置され、ロシア・ベルゴロド州に展開した。団員がロシア国境から3km進撃したポロズ村の芸術センターで記念撮影した動画を投稿したため、ロシア政府はポロズ村の出入り口を封鎖した。

#### 東部・スヴァトヴェ-クレミンナ戦線
2024年10月、第205独立領土防衛大隊が東部ルハーンシク州スヴァトヴェ地区に再配置され、クプヤンシク方面に展開した。
2024年12月5日、ウォロディミル・ゼレンスキー大統領より、勇気と勇敢さに対する栄誉賞を授与された。

## 編制
- 旅団司令部（キーウ）
- 第130独立領土防衛大隊
- 第204独立領土防衛大隊
- 第205独立領土防衛大隊
- 第206独立領土防衛大隊
- 第207独立領土防衛大隊
- 第242独立領土防衛大隊
- 第243独立領土防衛大隊
- 第251独立領土防衛大隊
- 第252独立領土防衛大隊

- 火力支援中隊
- 迫撃砲中隊
- 対破壊工作中隊
- 戦闘・後方支援隊
- 衛生隊